# Cangallo
Cangallo es una ciudad peruana, capital del distrito y de la provincia homónimos en el departamento de Ayacucho. Se encuentra a 2699 m s. n. m.

## Historia

### La guerra por la Independencia en Cangallo (1814–1822)
Como consecuencia de la discriminación a nativos y mestizos en Perú, se realizaba una serie de ejecuciones de líderes indígenas peruanos encabezada por las autoridades coloniales españolas, el virreinato. Entre varias rebeliones y movimientos independentistas, la población de origen morochuco de la región de Cangallo declaró su independencia de las autoridades coloniales españolas en 1814. Los morochucos eran mestizos, descendientes de las tropas almagristas y sobrevivientes de las batallas de Las Salinas (1538) y Chupas (1542), pelearon varias batallas en la región de Cangallo, entre otras que se desarrollaron en Matará, Rucumachay, Atunguana y Atuntoqto. Los combates contra las tropas coloniales se extendieron hasta 1821, año en que el general José de San Martín proclamara la independencia del Perú.
Basilio Auqui se convirtió en uno de los líderes de la resistencia de los morochucos, adquiriendo gran fama al preparar un barrizal en la pampa de Seqchapampa en forma de trampa para la caballería española, a la que emboscarían una vez atrapada en el lodo, estrategia que discurrió exitosamente el 21 de noviembre de 1821, la caballería se precipitó sobre el barrizal y fue atacada por las fuerzas rebeldes. Se dice que 400 soldados españoles murieron y ninguno sobrevivió para contar la historia. A modo de venganza por este hecho, el intendente José Carratalá atacó Cangallo el 17 de diciembre de 1821. Cangallo fue arrasada por las tropas españolas y su población fue masacrada, incluyendo a todos los niños, mujeres y ancianos.
Auqui logró perpetrar varios ataques más, pero su campaña acabó en 1822, al ser traicionado por un miembro de su tropa, cuando Carratalá ofreció una gran recompensa por su cabeza. El traidor de nombre Quinto aceptó el dinero y Auqui fue capturado, llevado a Huamanga —la actual Ayacucho— y fusilado en la plaza Santa Teresa, lugar donde hoy se erige un monumento en su memoria.

## Clima
| Parámetros climáticos promedio de Cangallo | Parámetros climáticos promedio de Cangallo | Parámetros climáticos promedio de Cangallo | Parámetros climáticos promedio de Cangallo | Parámetros climáticos promedio de Cangallo | Parámetros climáticos promedio de Cangallo | Parámetros climáticos promedio de Cangallo | Parámetros climáticos promedio de Cangallo | Parámetros climáticos promedio de Cangallo | Parámetros climáticos promedio de Cangallo | Parámetros climáticos promedio de Cangallo | Parámetros climáticos promedio de Cangallo | Parámetros climáticos promedio de Cangallo | Parámetros climáticos promedio de Cangallo |
| Mes                                        | Ene.                                       | Feb.                                       | Mar.                                       | Abr.                                       | May.                                       | Jun.                                       | Jul.                                       | Ago.                                       | Sep.                                       | Oct.                                       | Nov.                                       | Dic.                                       | Anual                                      |
| ------------------------------------------ | ------------------------------------------ | ------------------------------------------ | ------------------------------------------ | ------------------------------------------ | ------------------------------------------ | ------------------------------------------ | ------------------------------------------ | ------------------------------------------ | ------------------------------------------ | ------------------------------------------ | ------------------------------------------ | ------------------------------------------ | ------------------------------------------ |
| Temp. máx. media (°C)                      | 23.9                                       | 23.7                                       | 23.4                                       | 24.1                                       | 24                                         | 23.1                                       | 22.7                                       | 23.7                                       | 24.3                                       | 25.5                                       | 25.8                                       | 24.4                                       | 24.1                                       |
| Temp. media (°C)                           | 16.6                                       | 16.6                                       | 16.3                                       | 16.2                                       | 15.1                                       | 13.8                                       | 13.5                                       | 14.4                                       | 15.6                                       | 16.7                                       | 16.9                                       | 16.5                                       | 15.7                                       |
| Temp. mín. media (°C)                      | 9.3                                        | 9.5                                        | 9.3                                        | 8.4                                        | 6.3                                        | 4.5                                        | 4.4                                        | 5.2                                        | 6.9                                        | 8                                          | 8.1                                        | 8.7                                        | 7.4                                        |
| Fuente: climate-data.org                   |                                            |                                            |                                            |                                            |                                            |                                            |                                            |                                            |                                            |                                            |                                            |                                            |                                            |